# Begraafplaats van Fretin
De Begraafplaats van Fretin is een gemeentelijke begraafplaats in de gemeente Fretin in het Franse Noorderdepartement. De begraafplaats ligt net ten noorden van het dorpscentrum.

## Britse oorlogsgraven
Op de begraafplaats bevinden zich een Brits militair perk met gesneuvelden uit de Eerste Wereldoorlog en een uit de Tweede Wereldoorlog. Het perk uit de Eerste Wereldoorlog tel 21 geïdentificeerde graven, dat uit de Tweede Wereldoorlog telt 4 geïdentificeerde Britse graven en daarnaast ook 2 Poolse graven. De Britse graven worden onderhouden door de Commonwealth War Graves Commission. In de CWGC-registers is de begraafplaats opgenomen als Fretin Communal Cemetery.